# واين فونتانا
واين فونتانا (بالإنجليزية: Wayne Fontana)‏ هو مغني بريطاني، ولد في 28 أكتوبر 1945 في مانشستر في المملكة المتحدة.

## وصلات خارجية
- واين فونتانا على موقع IMDb (الإنجليزية)
- واين فونتانا على موقع ميوزك برينز (الإنجليزية)
- واين فونتانا على موقع ديسكوغز (الإنجليزية)